# Beata Pęksa
Beata Anna Pęksa, także Pęksa-Krawiec – polska urzędniczka państwowa i dyplomatka, ambasador RP w Iraku (2018–2020) oraz Unii Europejskiej w Turkmenistanie (od 2023).

## Życiorys
Absolwentka dziennikarstwa na Wydziale Dziennikarstwa i Nauk Politycznych Uniwersytetu Warszawskiego. Ukończyła także studia podyplomowe z zakresu integracji europejskiej i praktycznej psychologii społecznej.
Pracę w administracji publicznej rozpoczęła w 1991, kiedy dołączyła do tworzonego Biura Bezpieczeństwa Narodowego, gdzie zajmowała się kwestiami bezpieczeństwa międzynarodowego. W 1996 przeszła do nowo tworzonego w MSZ Departamentu Polityki Bezpieczeństwa. Początkowo jako radca ministra, a następnie naczelnik wydziału NATO i UZE, a od 1999 jako zastępczyni dyrektora Departamentu. Wspierała w tym okresie negocjacje akcesji Polski do NATO. W 2002 objęła stanowisko zastępcy stałego przedstawiciela RP przy Narodach Zjednoczonych w Nowym Jorku, gdzie zajmowała się w szczególności problematyką operacji pokojowych. Pełniła m.in. funkcję wiceprzewodniczącej komitetu Zgromadzenia Ogólnego ds. operacji pokojowych oraz przewodniczyła podkomitetowi ds. naruszeń praw człowieka przez członków misji pokojowych w zakresie nadużyć i przemocy seksualnej.
W 2007 Beata Pęksa powróciła do pracy w Departamencie Polityki Bezpieczeństwa, w którym zajmowała się europejską polityką bezpieczeństwa i obrony. W tym samym roku uzyskała nominację na stopień ambasadora tytularnego. W 2008 została stałym przedstawicielem Polski w Komitecie Polityki Bezpieczeństwa UE w Brukseli. W latach 2013–2014 była pełnomocnikiem ministra ds. Partnerstwa Wschodniego. Następnie objęła stanowisko zastępczyni dyrektora Departamentu Polityki Europejskiej, zaś w latach 2016–2017 dyrektorki Departamentu Polityki Bezpieczeństwa. Brała czynny udział w przygotowaniach do szczytu Sojuszu Północnoatlantyckiego w Warszawie w 2016. Od stycznia 2018 do 31 marca 2020 ambasador RP w Iraku. Następnie pracowała w Wydziale Azji Środkowej Departamentu Wschodniego MSZ.
Od 1 września 2023 pełni funkcję ambasador UE w Turkmenistanie.
Włada biegle językami: angielskim i rosyjskim; posługuje się także francuskim i arabskim.
W 2002 została odznaczona estońskim Orderem Gwiazdy Białej III klasy.
W 2012 „za zasługi w działalności na rzecz integracji europejskiej oraz budowania społeczeństwa obywatelskiego” została odznaczona Srebrnym Krzyżem Zasługi.